# Principe della Val Mesolcina
Il Principe della Val Mesolcina è stato un titolo nobiliare milanese che venne concesso dall’Imperatore Ferdinando II a Giangiacomo Teodoro Trivulzio, un cardinale milanese, discendente dell'omonima casata milanese, nel 1622. 
Dopo la morte di Antonio Teodoro Trivulzio, III principe della Val Mesolcina, il titolo passò alla famiglia Gallio nella persona di Antonio Teodoro Gaetano Gallio Trivulzio.

## Storia
Il titolo fu un’elevazione di quello di conte di Melzo, detenuto da secoli dai Trivulzio. Il nuovo titolo si appoggiò però a quello di conte di Musocco e Mesolcina (un antico errore di traduzione fra latino, tedesco e italiano, dato che in realtà non faceva riferimento a Musocco vicino a Milano ma a Mesocco appunto in Val Mesolcina) che si era estinto con la morte di Gian Francesco Trivulzio nel 1573, ed era stato comunque svuotato molti anni prima allorquando il castello di Mesocco e tutte le sue terre erano state regolarmente vendute alle Tre Leghe. La ripresa di tale titolazione era dunque una vacua rivendicazione dell’Impero su un territorio in realtà saldamente elvetico, in un’epoca in cui legalmente però l’indipendenza della Svizzera non era stata ancora riconosciuta.
La morte dell’ultimo Trivulzio nel 1678 aprì una crisi successoria. Il testamento privato che beneficiava in linea collaterale la famiglia Gallio non era valido ai fini nobiliari, basati sulla legge salica, e i feudi vennero devoluti alla Regia Camera.
L’erede Antonio Teodoro dovette quindi iniziare una pluriennale opera di alleanze e intrallazzi politici per vedersi riconoscere i titoli, che comunque dovette ricomprare a pezzi. Cominciò con Pessano dal 1686, passando per Trenzanesio nel 1688, Gorgonzola e Limito e Rovagnasco e San Gregorio Vecchio e Segrate e Truccazzano dal 1689, Redecesio nel 1690, Melzo e Camporicco e Cassina de' Pecchi e Liscate e Sant’Agata nel 1691, Lucino nel 1695, Bornago e Premenugo e Masate nel 1696, Cambiago (nel fondo di Gorgonzola) nel 1697, Bussero e Cornegliano e Settala nel 1698. Tra i territori che invece non riuscì mai a ricomprare, spiccavano Cernusco e Pioltello.
Suo figlio tenne poi il feudo per gran parte del Settecento, e alla sua morte senza eredi tutte le sostanze furono donate in beneficenza per costruire il Pio Albergo Trivulzio.

## Principi della Val Mesolcina (1622)
- Giangiacomo Teodoro (1597-1656), cardinale, IV conte di Melzo, I principe della Val Mesolcina
- Ercole Teodoro (1620-1664), V conte di Melzo, II principe della Val Mesolcina, nipote del precedente
- Antonio Teodoro (1649-1678), VI conte di Melzo, III principe della Val Mesolcina

passaggio del titolo per eredità alla famiglia Gallio che assunse il cognome Trivulzio
- Antonio Teodoro Gaetano (1658-1705), conte di Melzo, IV principe della Val Mesolcina
- Antonio Tolomeo (1692-1766), conte di Melzo, V principe della Val Mesolcina

Estinzione del ramo